# Церковь Пресвятой Девы Марии (Парафьяново)
Церковь Пресвятой Девы Марии (бел. Касцёл Найсвяцейшай Дзевы Марыі) — католический храм в деревне Парафьяново, Витебская область, Беларусь. Относится к Докшицкому деканату Витебского диоцеза. Памятник архитектуры в стиле необарокко. Строился в 1900—1908 годах. Включён в Государственный список историко-культурных ценностей Республики Беларусь.
Исторически известен под именем «Костёл Иоанна Крестителя». Под этим именем он упоминается в Государственном списке ценностей и ряде других источников. Однако в настоящее время приход и храм носят имя Пресвятой Девы Марии.

## История

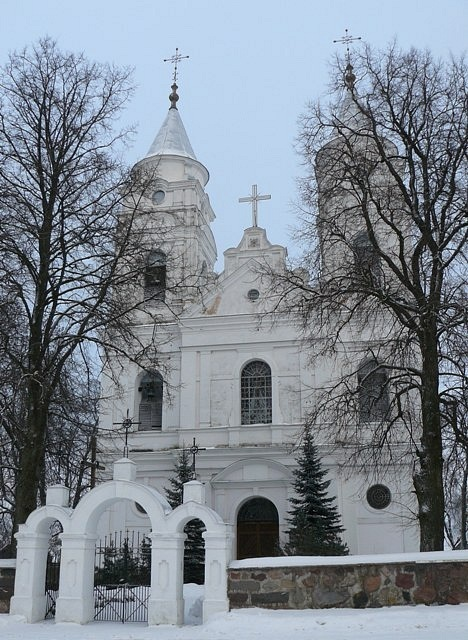
Главный фасад

Первый костёл в Парафьянове был построен из дерева в 1630 году, перестроен в 1675.
В 1886 году была свободной вакансия настоятеля Парафьяновского прихода.
В конце XIX века было принято решение построить на его месте большой каменный храм. В 1900 году был освящён краеугольный камень. Строительство шло на народные средства, завершено строительство было по одним данным в 1904 году, по другим в 1908.
В 1915 году настоятелем Парафьяновского костела Надвилейского деканата был Антоний Буткевич, викарным ксендзом - Казимир Лобач.
Священник Мечислав Богаткевич, расстрелянный во время немецкой оккупации и позднее причисленный к лику блаженных как мученик, был прихожанином храма с детства и здесь же совершил свою первую мессу после рукоположения.
В 1963 году храм был закрыт советскими властями, в здании разместился склад спиртозавода. В 1988 году храм был возвращён Церкви в полуразрушенном состоянии, реставрация заняла около 11 лет.

## Архитектура
Церковь Святой Троицы — трёхнефная двухбашенная базилика с небольшим трансептом, пространство поделено на нефы восемью колоннами. Алтарная часть храма завершена полуциркульной апсидой с деамбулаторием (обходной галереей) и двумя ризницами. Центральный неф и трансепт накрыты взаимно перпендикулярными двускатными крышами с треугольными фронтонами на торцах. Фасады украшены профилированными карнизами и пилястрами. Центральный неф перекрыт цилиндрическим сводом с распалубкой, боковые нефы — крестовыми. Гипсовые барельефы со стояниями Крестного пути выполнены в 1927 году.